# Teorema di Rellich-Kondrakov
In matematica, il teorema di Rellich-Kondrachov è un risultato relativo all'immersione compatta in spazi di Sobolev. Il nome del teorema è dovuto a Franz Rellich e Vladimir Iosifovich Kondrashov: Rellich mostrò il teorema in spazi {\displaystyle L^{2}}, mentre Kondrashov fornì il caso di {\displaystyle L^{p}}.

## Enunciato
Sia {\displaystyle \Omega \subseteq \mathbb {R} ^{n}} un dominio lipschitziano aperto e limitato, e sia {\displaystyle p\in \mathbb {R} }.  Sia
{\displaystyle p^{*}:={\frac {np}{n-p}},}
allora 
- se {\displaystyle 1\leq p<n}, lo spazio di Sobolev {\displaystyle W^{1,p}(\Omega ,\mathbb {R} )} è immerso con continuità nello spazio Lp {\displaystyle L^{p^{*}}(\Omega ,\mathbb {R} )}, ed è immerso con compattezza nello spazio {\displaystyle L^{q}(\Omega ,\mathbb {R} )}, per ogni {\displaystyle 1\leq q<p^{*}}: {\displaystyle W^{1,p}(\Omega )\hookrightarrow L^{p^{*}}(\Omega )\qquad W^{1,p}(\Omega )\subset \subset L^{q}(\Omega )\quad 1\leq q<p^{*};}
- se p=n, lo spazio di Sobolev {\displaystyle W^{1,p}(\Omega ,\mathbb {R} )} è immerso con compattezza nello spazio {\displaystyle L^{q}(\Omega ,\mathbb {R} )}, per ogni {\displaystyle 1\leq q<\infty }: {\displaystyle W^{1,p}(\Omega )\subset \subset L^{q}(\Omega )\quad 1\leq q<\infty ;}
- se p>n, lo spazio di Sobolev {\displaystyle W^{1,p}(\Omega ,\mathbb {R} )} è immerso con compattezza nello spazio {\displaystyle C({\bar {\Omega }},\mathbb {R} )}: {\displaystyle W^{1,p}(\Omega )\subset \subset C({\bar {\Omega }})\quad 1\leq q<\infty ;}

## Conseguenze
Dal momento che un'immersione è compatta se e solo se l'operatore di inclusione è compatto, il teorema di Rellich-Kondrakov implica che ogni successione uniformemente limitata in {\displaystyle W^{1,p}(\Omega ,\mathbb {R} )} possiede una sottosuccessione convergente in {\displaystyle L^{q}(\Omega ,\mathbb {R} )}. Enunciato in tal modo, questo risultato è conosciuto come teorema "di selezione" di Rellich-Kondrakov.
Il teorema di Rellich-Kondrakov può essere utilizzato per dimostrare la disuguaglianza di Poincaré, che afferma che per {\displaystyle u\in W^{1,p}(\Omega ,\mathbb {R} )} (dove {\displaystyle \Omega \subseteq \mathbb {R} ^{n}} soddisfa le medesime assunzioni poste in precedenza):
{\displaystyle \|u-u_{\Omega }\|_{L^{p}(\Omega )}\leq C\|\nabla u\|_{L^{p}(\Omega )}}
per qualche costante {\displaystyle C} dipendente soltanto da p e dalla geometria del dominio {\displaystyle \Omega }, dove:
{\displaystyle u_{\Omega }:={\frac {1}{\mathrm {meas} (\Omega )}}\int _{\Omega }u(x)\,\mathrm {d} x}
denota il valor medio di {\displaystyle u} su {\displaystyle \Omega }.